# Dominique Pankratoff
Dominique Pankratoff, né le 25 mars 1948 à Paris, est un chanteur et compositeur français.

## Biographie
Dominique Pankratoff est président de l’UNAC (Union nationale des auteurs et compositeurs), et secrétaire général adjoint de la SACEM (Société des auteurs, compositeurs et éditeurs de musique).

## Discographie

### En tant que chanteur[3]
- Malheur à celui qui (1973)
- Allons bon (1973)
- Je me lève le matin (1973)
- Même à l’autre bout du monde (1974)
- La chanson c’est sacré (1975)
- Tes yeux sont des fenêtres (1976)
- Quel mal y a-t-il si mal il y a ?
- Pourquoi tu dis rien (1978)
- Papa Freud (1979)
- Dimanche ou lundi (1982)
- Générique de Silas (mini-série) (1983)[5]
- Droopy, l’ami public no 1 (1983)
- Radio Jerry (1983)
- Beep Beep (1984)
- Speedy Gonzales (1984)

### En tant que compositeur
- Nous les 1000 pattes de François Corbier en 1984
- Les Bêtises (chanson) Single de Sabine Paturel en 1986 repris par Bébé Lilly en 2006 puis par Julien Doré en 2007
- Les Bonzhommes de Élisabeth Lafont en 1986
- Y'a des papous de Marie Dauphin en 1987
- C'est drôle c'que j'plais de Jean Lefebvre en 1995
- La Vologne d'Isabelle Aubret en 1990 (dédiée à l'affaire Grégory)[6]

Dominique Pankratoff a aussi composé pour Jacqueline Dulac.